# Izu ō-shima
Izu ō-shima (伊豆大島, Izu ōshima, littéralement « grande île d'Izu ») est une île volcanique japonaise de l’archipel d'Izu. Izu ō-shima est située au sud-est du cap d'Izu (préfecture de Shizuoka) et de la baie de Sagami, et au large de la préfecture de Tokyo (sur Honshū au Japon) dont l'île dépend administrativement.

## Géographie

### Situation
Izu ō-shima, avec une superficie de 91,06 km2, est la plus grande des îles de l'archipel d'Izu et la plus au nord. Elle fait partie, comme tout l’archipel, du parc national de Fuji-Hakone-Izu. Étant la plus proche de Tokyo, capitale du Japon, Izu ō-shima est l'île la plus visitée de l'archipel.

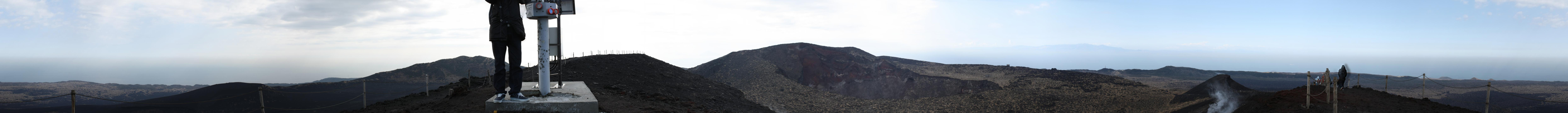
Vue depuis le sommet du mont Mihara.

Le point le plus élevé sur l'Île est un volcan, le mont Mihara (764 m de haut), dont la dernière éruption explosive date de 1986.
Dans les films japonais, le volcan est la maison de Godzilla. Il est surnommé le « volcan des amoureux » car c'est dans son cratère que se jettent, selon la légende, les amoureux malheureux.

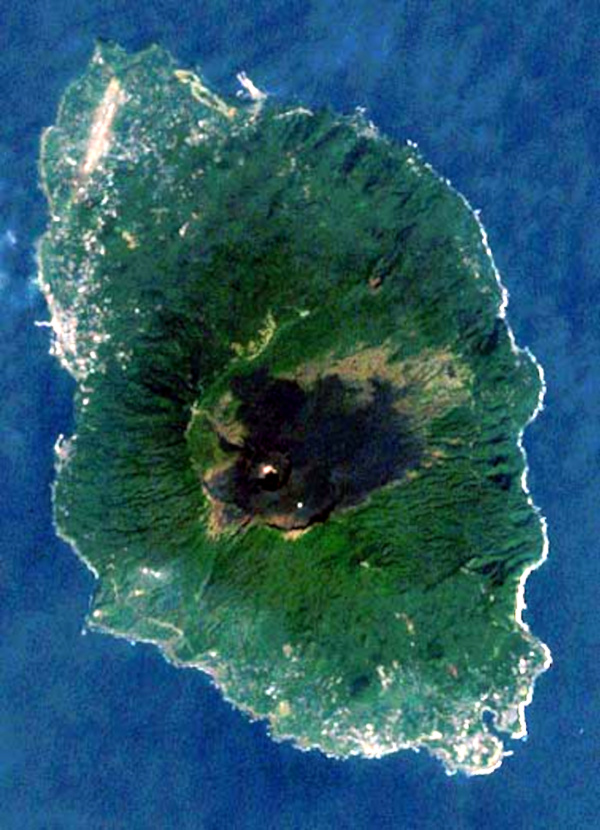
Image Landsat de l'île d'Izu Oshima.

## Transports
De Tokyo, pour accéder à l'île d'Izu, un jet catamaran met deux heures du quai Takeshiba de Hamamatsuchō. Il est aussi possible de voyager avec le ferry au départ du même port, mais le trajet est plus long.
Outre le bateau, un avion part de l'aéroport international Haneda de Tokyo vers l'aérodrome d'Izu Ōshima.

### Climat
Izu ō-shima a un climat subtropical humide (Köppen Cfa ou Cwa) avec des étés chauds et des hivers froids. Les précipitations sont abondantes toute l'année, bien qu'un peu plus faibles en hiver.
Du fait de sa position géographique, l'île est régulièrement sur le passage des typhons lors des saisons des pluies de tsuyu (juin-juillet) et akisame (septembre-octobre). Le 16 octobre 2013, le 26e typhon de la saison en Asie, Wipha, provoque des glissements de terrain sur l'île, avec un bilan de 27 morts et 19 disparus.
| Mois                                             | jan.      | fév.    | mars      | avril     | mai       | juin      | jui.      | août      | sep.      | oct.      | nov.      | déc.      | année     |
| ------------------------------------------------ | --------- | ------- | --------- | --------- | --------- | --------- | --------- | --------- | --------- | --------- | --------- | --------- | --------- |
| Température minimale moyenne (°C)                | 3,9       | 4       | 6,6       | 10,7      | 14,8      | 18,4      | 22,2      | 23,5      | 20,8      | 16,1      | 11,3      | 6,5       | 13,2      |
| Température moyenne (°C)                         | 7,5       | 7,8     | 10,4      | 14,4      | 18,2      | 21        | 24,6      | 26        | 23,4      | 18,9      | 14,5      | 10        | 16,4      |
| Température maximale moyenne (°C)                | 11        | 11,6    | 14,2      | 18,2      | 21,9      | 24,3      | 27,8      | 29,5      | 26,7      | 22        | 17,8      | 13,4      | 19,9      |
| Record de froid (°C) date du record              | −3,3 2016 | −4 1996 | −1,9 1946 | 0,1 2001  | 6,4 1999  | 10,4 1949 | 12,4 1976 | 16 1953   | 12,4 1964 | 7,2 1976  | 3 1970    | −3 1995   | −4 1996   |
| Record de chaleur (°C) date du record            | 20,9 1969 | 21 2019 | 22,2 2019 | 25,5 1998 | 28,4 2009 | 32,3 2011 | 34,3 2004 | 35,9 2020 | 33,7 2010 | 29,7 2013 | 24,8 2020 | 23,1 2004 | 35,9 2020 |
| Ensoleillement (h)                               | 153,7     | 145,4   | 158,1     | 174,2     | 179,7     | 125,1     | 150,8     | 190,1     | 141       | 131,4     | 140,3     | 147,6     | 1 837,2   |
| Précipitations (mm)                              | 137,3     | 146     | 238,4     | 247,4     | 256,5     | 328,8     | 255,9     | 191,7     | 341,3     | 405,2     | 192,8     | 117,6     | 2 858,9   |
| dont neige (cm)                                  | 0         | 1       | 0         | 0         | 0         | 0         | 0         | 0         | 0         | 0         | 0         | 0         | 2         |
| Nombre de jours avec précipitations              | 7,1       | 7,7     | 11,5      | 10,6      | 10,6      | 12,6      | 10,3      | 8,4       | 12        | 12        | 9,6       | 7,6       | 120       |
| dont nombre de jours avec précipitations ≥ 10 mm | 3,8       | 3,8     | 6,6       | 6,2       | 6,1       | 7,5       | 5,2       | 3,7       | 7,1       | 6,9       | 4,9       | 3,5       | 65,2      |
| Humidité relative (%)                            | 64        | 66      | 70        | 74        | 79        | 85        | 87        | 86        | 83        | 79        | 74        | 68        | 76        |
| Nombre de jours avec neige                       | 0,2       | 0,3     | 0         | 0         | 0         | 0         | 0         | 0         | 0         | 0         | 0         | 0         | 0,5       |
| Nombre de jours d'orage                          | 1,1       | 0,8     | 1,2       | 1,4       | 1,1       | 1,1       | 1,9       | 2,4       | 2,5       | 1,6       | 1,7       | 1,2       | 17,8      |

| Diagramme climatique                                  |          |              |               |               |               |               |               |               |             |               |              |
| J                                                     | F        | M            | A             | M             | J             | J             | A             | S             | O           | N             | D            |
| 113,9137,3                                            | 11,64146 | 14,26,6238,4 | 18,210,7247,4 | 21,914,8256,5 | 24,318,4328,8 | 27,822,2255,9 | 29,523,5191,7 | 26,720,8341,3 | 2216,1405,2 | 17,811,3192,8 | 13,46,5117,6 |
| Moyennes : • Temp. maxi et mini °C • Précipitation mm |          |              |               |               |               |               |               |               |             |               |              |